# 예수의 체포

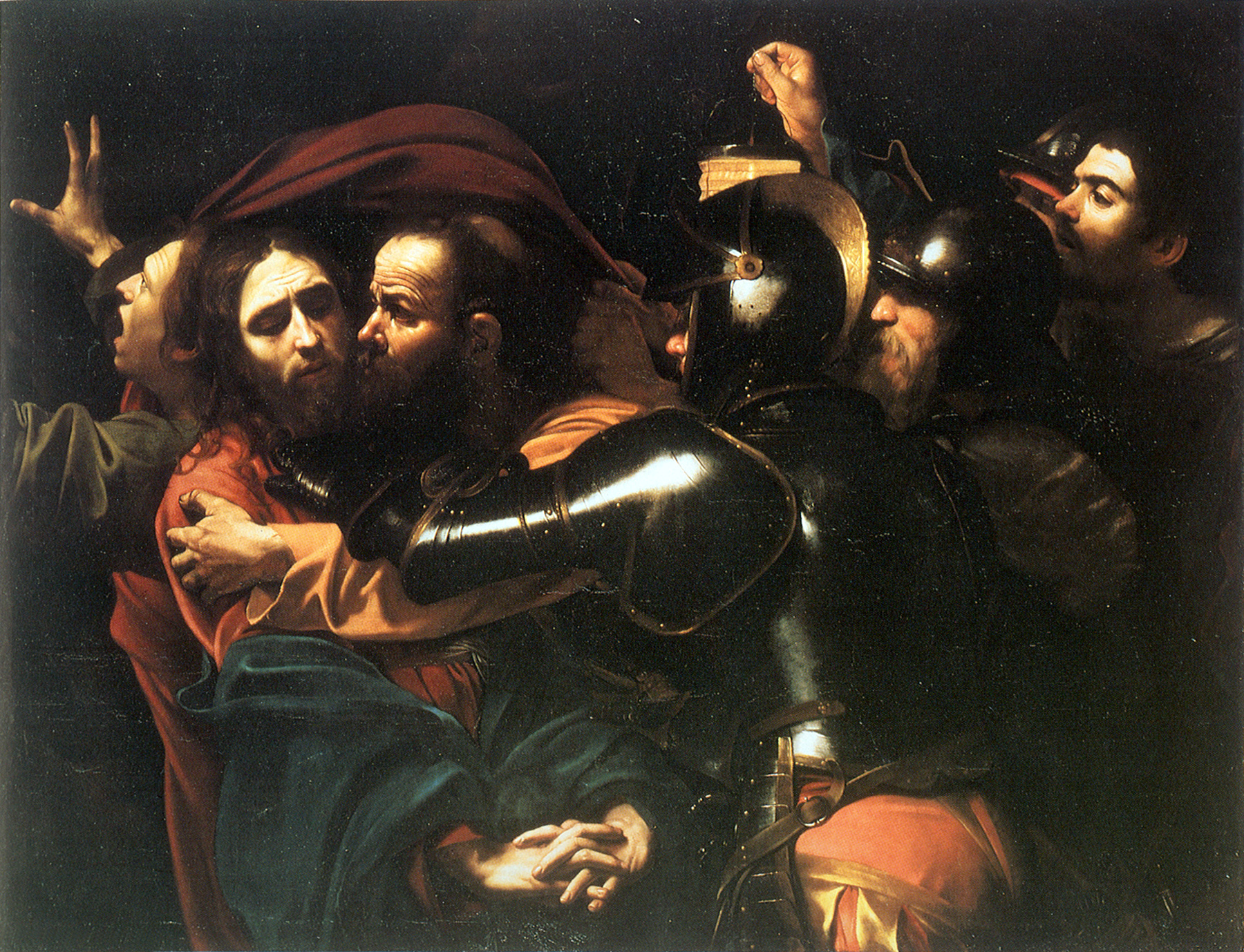
그리스도의 포획(The Taking of Christ), 1602년경 카라바조의 작품

예수의 체포, 그리스도의 체포는 교회 복음서에 기록된 중요한 사건의 하나이다. 복음서의 기록에 따르면 이 사건은 궁극적으로 예수의 십자가형으로 치닫는다. 예수는 최후의 만찬 직후 유다의 입맞춤에 이어 산헤드린 전에 체포되며 이는 전통적으로 배반의 행위로 설명된다.
체포 즉시 산헤드린에서 재판을 받게 되었고, 재판이 진행되는 동안 그들은 그에게 사형을 선고하고 다음날 아침 빌라도에게 넘겼다. 기독교 신학에서는 최후의 만찬부터 예수님이 십자가에 못 박히시고 부활하실 때까지의 사건을 수난(Passion)이라고 한다.
신약에서 네 복음서는 모두 예수의 체포, 재판, 십자가에 못 박히심, 매장, 부활에 대한 확장된 이야기로 끝을 맺는다. 각 복음서에서 예수의 생애에서 일어난 이 다섯 가지 사건은 그 복음서 이야기의 다른 어떤 부분보다 더 강렬하게 다루어진다. 학자들은 독자가 무슨 일이 일어나고 있는지에 대해 거의 시간 단위로 설명을 받는다는 점에 주목한다.

## 성경 이야기
정경 복음서에 따르면, 최후의 만찬 후에 예수와 그의 제자들은 기드론 계곡 가장자리에 위치한 동산인 겟세마네로 나갔는데, 학자들은 올리브 과수원이었을 것이라고 추정한다. 그곳에서 그는 개인적으로 기도할 수 있도록 그룹을 떠나는 것으로 묘사된다.
주 내용은 예수가 인류를 구원하기 위해 십자가에 못 박혀 사망의 짐을 그에게서 가져가도록 하나님께 요청했지만 여전히 최종 선택은 하나님께 맡겼다고 말한다. 누가는 천사가 나타나 예수님을 강하게 했고, 예수님은 하나님의 뜻을 받아들이고 제자들에게 돌아갔다고 말한다. 예수님과 함께 있던 세 제자가 잠이 들었고, 예수님은 그들이 한 시간도 깨어 있지 않은 것에 대해 꾸짖으시며 유혹을 피하기 위해 기도하라고 제안하셨다고 말한다.
그 시점에서 유다는 예수가 누구인지에 대해 유다와 동행했던 사람들에게 미리 정해진 표시로 예수에게 입맞춤을 했다. 신원이 확인되자 관리들은 예수를 체포했지만, 예수의 제자 중 한 사람이 칼로 그들을 제지하고 체포하는 관리 중 한 사람의 귀를 자르려고 했다. 요한복음은 그가 시몬 베드로였다고 명시하고 부상당한 장교를 이스라엘 대제사장 가야바의 종 말고와 동일시한다. 누가는 예수님께서 상처를 치유하셨다고 덧붙이다. 요한, 마태, 누가는 예수가 폭력적인 행위를 비난하면서 예수의 체포에 저항하지 않는다고 주장한다고 말한다. 마태복음에서 예수님은 "칼로 사는 자는 다 칼로 망하리라"는 잘 알려진 말씀을 하셨다.
요한복음의 기록은 공관복음의 기록과 다르다. 요한복음에서만 로마 군인들이 체포를 돕는다. 유다는 체포하는 일행을 예수께로 인도하지만, 유다가 예수를 지적하는 대신 요한은 예수 자신이 "그에게 일어날 모든 일을 알고" 그들이 누구를 찾고 있는지 물어보게 한다. 그들이 "나사렛 예수"라고 말하면 그는 "내가 그이다"라고 대답하고 체포 일행의 모든 구성원이 뒤로 물러나 땅에 쓰러졌다.
막 14:51-52의 복음서에 나오는 예수의 포로에 대한 가장 초기 버전에서만 벌거벗은 청년이 달아났다는 언급이 있다.
베드로는 사도행전 1:16에서 예수의 체포와 그를 체포하는 사람들의 길잡이 역할을 한 유다의 역할을 언급한다.

## 같이 보기
- 유다의 입맞춤
- 예수의 십자가형

## 참고문헌
- Brown, Raymond E. An Introduction to the New Testament Doubleday 1997 ISBN 0-385-24767-2
- Brown, Raymond E. et al. The New Jerome Biblical Commentary Prentice Hall 1990 ISBN 0-13-614934-0
- Kilgallen, John J. A Brief Commentary on the Gospel of Mark Paulist Press 1989 ISBN 0-8091-3059-9
- Miller, Robert J. Editor The Complete Gospels Polebridge Press 1994 ISBN 0-06-065587-9